# 斯文·雅布隆斯基
斯文·雅布隆斯基（德語：Sven Jablonski，1990年4月13日—）是一位德国足球裁判，现代表布鲁门塔尔体育俱乐部执法。

## 裁判生涯
雅布隆斯基自2003年起成为足球裁判。在首个赛季，他公正地执法了高级联赛以及U-19和U-17德甲联赛。自2009-10赛季起雅布隆斯基开始主哨地区联赛，至2011-12赛季则进入了德丙赛场。他在职业足球层面执法的首场比赛是在2011年8月13日，由阿伦对阵韦恩威斯巴登的德丙联赛。三年后，雅布隆斯基于2014-15赛季被提拔为德乙联赛裁判，并在第四轮由FSV法兰克福对阵RB莱比锡的比赛中首度亮相。至2017-18赛季，雅布隆斯基获德国足协委任为执法德甲联赛的四位新晋裁判之一。

## 个人生活
雅布隆斯基生活于不来梅，其本职是一位銀行櫃員。